# The Angry Young Them
The Angry Young Them è il primo album in studio del gruppo musicale nordirlandese Them, pubblicato nel Regno Unito nel 1965. 
Negli Stati Uniti il disco è uscito sempre nel 1965 con il titolo Them e con una diversa lista delle tracce.

## Copertina
Come in molte altre pubblicazioni Decca dello stesso periodo, il nome del gruppo è assente dalla copertina e sul retro della busta dell'LP la band è introdotta come The Angry Young Them ("I giovani arrabbiati Them") con la frase: «These five young rebels are outrageously true to themselves. Defiant! Angry! Sad!  They are honest to the point of insult!» ("Questi cinque giovani ribelli sono scandalosamente fedeli a se stessi. Ribelli! Arrabbiati! Tristi! Sono onesti fino al punto di insultare!").

## Tracce

### Versione UK
Side 1
1. Mystic Eyes (Van Morrison) – 2:41
2. If You and I Could Be as Two (Morrison) – 2:53
3. Little Girl (Morrison) – 2:21
4. Just a Little Bit (Ralph Bass, Buster Brown, John Thornton, Ferdinand "Fats" Washington) – 2:21
5. I Gave My Love a Diamond (Bert Berns, Wes Farrell) – 2:48
6. Gloria (Morrison) – 2:38
7. You Just Can't Win (Morrison) – 2:21

Side 2
1. Go on Home Baby (Berns, Farrell) – 2:39
2. Don't Look Back (John Lee Hooker) – 3:23
3. I Like It Like That (Morrison) – 3:35
4. I'm Gonna Dress in Black (M. Gillon aka Tommy Scott, M. Howe) – 3:34
5. Bright Lights, Big City (Jimmy Reed) – 2:30
6. My Little Baby (Berns, Farrell) – 2:00
7. (Get Your Kicks On) Route 66 (Bobby Troup) – 2:22

### Versione USA
Side 1
1. Here Comes the Night (Berns) – 2:45
2. Mystic Eyes – 2:41
3. Don't Look Back – 3:23
4. Little Girl – 2:21
5. One Two Brown Eyes (Morrison) – 2:39
6. Gloria – 2:38

Side 2
1. One More Time - 2:47
2. If You and I Could Be as Two – 2:53
3. I Like It Like That – 3:35
4. I'm Gonna Dress in Black – 3:34
5. (Get Your Kicks On) Route 66 – 2:22
6. Go on Home Baby – 2:39

## Formazione
- Van Morrison – voce, armonica, sassofono tenore
- Pat Mccauley– tastiera, organo
- Billy Harrison – chitarra
- Alan Henderson – basso
- Ronnie millings– batteria, piano, armonica